# تپه اوچغلار
تپه اوچغلار مربوط به سده‌های اولیه دوران‌های تاریخی پس از اسلام است و در شهرستان مشگین‌شهر، بخش مرکزی، دهستان مشکین غربی، روستای گللرمحمد حسن واقع شده و این اثر در تاریخ ۲۸ شهریور ۱۳۸۶ با شمارهٔ ثبت ۱۹۷۳۹ به‌عنوان یکی از آثار ملی ایران به ثبت رسیده است.